# General Algebraic Modeling System
El General Algebraic Modeling System (GAMS) es un software de alto nivel para el modelado de sistema para la optimización matemática. GAMS está diseñado para modelar y resolver problemas lineales, no lineales y optimización entera mixta. El sistema está diseñado para aplicaciones de modelado a gran escala complejas y permite al usuario construir grandes modelos mantenibles que pueden adaptarse a las nuevas situaciones. El sistema está disponible para su uso en distintas plataformas informáticas. Los modelos son portátiles desde una plataforma a otra.
GAMS fue el primer lenguaje de modelado algebraico (AML) y es formalmente similar a la utilizada comúnmente lenguajes de programación de cuarta generación. GAMS contiene un entorno de desarrollo integrado (IDE) y está conectado a un grupo de optimización de terceros que resuelven. Entre estos solucionadores se encuentran BARON, COIN-OR, CONOPT, CPLEX , DICOPT, Gurobi, Mosek , SNOPT y XPRESS.
GAMS permite a los usuarios implementar una especie de algoritmos híbridos que combinan diferentes solucionadores. Los modelos se describen en las declaraciones algebraicas concisas y legibles. GAMS es uno de los formatos de entrada más populares para el servidor NEOS para la optimización. A pesar de haber sido diseñado inicialmente para aplicaciones relacionadas con la economía y la ciencia de la administración, hoy tiene una comunidad de usuarios de diversos orígenes de la ingeniería y la ciencia.

## Cronología
Cronología
- 1976 GAMS idea se presenta en el ISMP Budapest
- 1978 Fase I: GAMS soporta la Programación lineal. Plataformas compatibles: grandes ordenadores y estaciones de trabajo Unix
- 1979 Fase II: GAMS soporta la programación no lineal
- 1987 GAMS se convierte en un producto comercial
- 1988 Primer sistema de PC (16 bits)
- 1988 Alex Meeraus, iniciador de GAMS y fundador de la Corporación de Desarrollo GAMS, recibe el premio INFORMS
- 1990 32 bits, usando DOS Extender
- 1990 GAMS se traslada a Georgetown, Washington, DC
- 1991 capacidad de Programas no lineales (DICOPT) y Programas enteros mixtos
- 1994 GAMS admite problemas de complementariedad mixtos
- 1995 el idioma MPSGE se agrega para el modelado CGE
- 1996 rama europea abre en Alemania
- 1998 32 bits, usando Windows nativo
- 1998 programación estocástica capacidad (OSL / SE, DECIS)
- 1999 Introducción de entorno de desarrollo integrado (IDE)
- 2000 comenzó la iniciativa GAMS Mundial
- 2001 Se introduce el ntercambio de datos GAMS (GDX)
- 2002 GAMS aparece en la lista de hitos del 50 Aniversario de la OR / MS
- 2003 Se añade la programación Cónica
- 2003 Optimización Global en GAMS
- 2004 iniciativa de aseguramiento de calidad comienza
- 2004 Apoyo a programas cuadrática constreñidos
- 2005 Apoyo a los sistemas operativos de PC 64 bits
- 2006 GAMS apoya paralelo grid computing
- 2007 GAMS apoya de código abierto solucionadores de COIN-OR
- 2008 Soporte para 32 y 64 bits de Mac OS X
- 2009 GAMS apoya programas matemáticos extendidas (EMP)
- 2010 GAMS se otorga el Premio a la Empresa de la Sociedad Alemana de Investigación Operativa (GOR)
- 2012 Los Ganadores del Premio de Impacto INFORMS 2012 incluyen Alexander Meeraus. El premio fue otorgado a los creadores de los cinco más importantes lenguajes de modelado algebraicas [1] .

## Antecedentes
La fuerza impulsora detrás del desarrollo de GAMS fueron los usuarios de la programación matemática que creían en la optimización como un marco poderoso y elegante para la solución de problemas de la vida real en la ciencia y la ingeniería. Al mismo tiempo, estos usuarios se sienten frustrados por los altos costos, requisitos de formación, y una baja fiabilidad global de la aplicación de herramientas de optimización. La mayor parte de las iniciativas y el apoyo para el nuevo desarrollo del sistema surgió como respuesta a los problemas en los campos de la economía, las finanzas y la ingeniería (sobre todo la ingeniería química), ya que en estas disciplinas los fenómenos y las situaciones reales se modelan a través de la programación matemática la mayoría de las veces.
El impulso de GAMS para el desarrollo surgió de la experiencia de la frustración de un gran grupo de modelos económicos en el Banco Mundial. Este impulso se remonta a la década de 1970, en la que economistas, matemáticos y estadísticos se juntaron para abordar los problemas del desarrollo de un nuevo. Se utilizaron las mejores técnicas disponibles en ese momento para resolver múltiples modelos de toda la economía del sector y grandes modelos de simulación y optimización en la agricultura, el acero, los fertilizantes, la energía, el uso del agua y otros sectores. A pesar de que se investigó mucho y se produjo un desarrollo notable, el éxito inicial fue difícil de reproducir fuera del campo de investigación para el que estaba diseñada cada técnica. Las técnicas existentes para construir, manipular y resolver este tipo de modelos requerían varias traducciones manuales que consumían mucho tiempo y eran propensas a errores en las traslaciones de los problemas específicos a cada método de resolución. Durante las presentaciones en un seminario, los modeladores tuvieron que defender las versiones de sus modelos (algunas un poco irracionales por la falta de tiempo y de dinero). Sus modelos no podían ser trasladados a otros ámbitos diferentes de los de diseño, ya que se requerían conocimientos avanzados de programación y formatos de datos, de manera que la mayoría de los métodos de solución no eran portables.
- Datos: Q646446